# Sankt-Georg-Kirche (Westdorf)

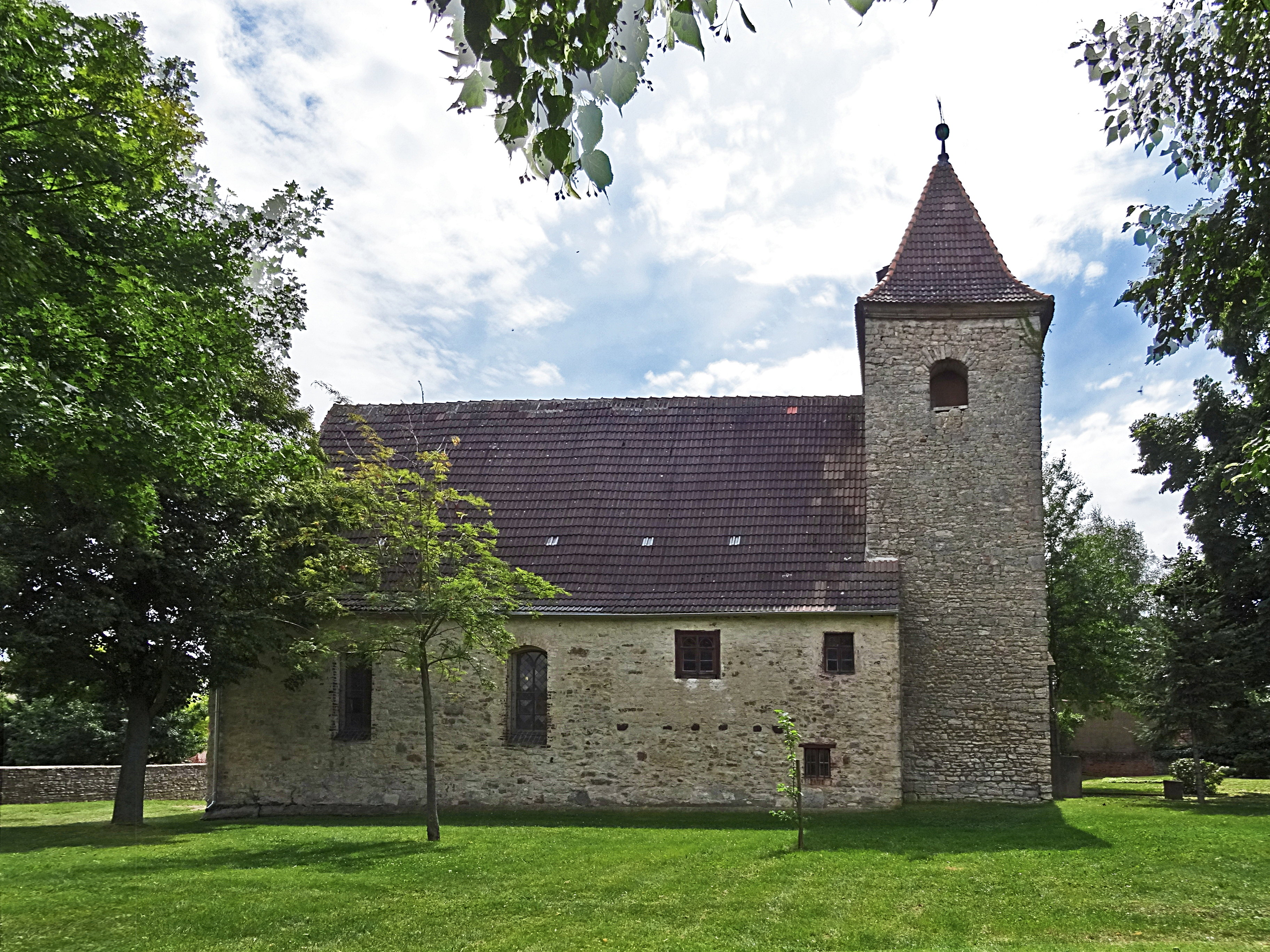
Sankt-Georg-Kirche

Die Sankt-Georg-Kirche ist die evangelische Kirche des zur Stadt Aschersleben gehörenden Dorfes Westdorf in Sachsen-Anhalt.

## Architektur und Geschichte
Die Kirche entstand im Stil der Spätgotik in der zweiten Hälfte des 15. Jahrhunderts. Westlich des Schiffs schließt sich querrechteckig der Kirchturm an, der in seinem unteren Teil romanischen Ursprungs ist. Das Kirchenschiff schließt nach Osten hin dreiseitig ab. In der südlichen und östlichen Wand sind als Spitzbogen ausgeführte, mit Maßwerk versehene Fenster eingebracht. Südlich des Schiffs befindet sich eine Vorhalle deren Portal auf das Jahr 1499 datiert ist. Hier befindet sich an der Außenseite eine Wappentafel mit drei Familienwappen sowie eine auf den Stifter Hermen Wilden verweisende Stifterinschrift des Jahres 1499. Bemerkenswert ist auch ein aus Sandstein gefertigtes Grabmal für den 1718 verstorbenen Pastor Käsberg und seine Frau Anna Elisabeth. Ab 1718 war der Historiker und plattdeutsche Dichter Caspar Abel Pfarrer an der Sankt-Georg-Kirche.

## Innengestaltung
Das Innere des Schiffs wird von einer Flachdecke überspannt. Logen flankieren die aus dem 18. Jahrhundert stammende Orgelempore. Bereits aus der Zeit um 1500 stammt ein in der Kirche vorhandenes geschnitztes Retabel. Dieses wohl älteste Ausstattungsstück der Kirche zeigt unter feingliedrigen Baldachinen aus Maßwerk in seinem mittleren Schrein die Marienkrönung. Seitlich und oberhalb dieser Darstellung finden sich Abbildungen verschiedener Heiliger. Links ist die Anbetung der Heiligen Drei Könige, rechts Georgs Kampf mit dem Drachen dargestellt. Die Predella zeigt die Muttergottes im Strahlenkranz umgeben von sechs Aposteln. Die Rückseiten der Flügel sind mit einer Darstellung der Verkündigung verziert.
In der Kirche befinden sich mehrere Epitaphe. Verdeckt von der Empore ist ein mit einer Relieffigur versehenes Epitaph aus der Zeit der Renaissance der 1570 verstorbenen Anna Margareta von Stammer, sowie ein aus Sandstein gefertigtes asymmetrisches Epitaph für den 1747 verstorbenen Hieronymus Burchard von Stammer und seiner 1754 verstorbenen Ehefrau Charlotte Christiane von Stammer, geborene Carlowitz.